# Gawryś
Gawryś – polskie nazwisko. Na początku lat 90. XX wieku w Polsce nosiły je 2985 osoby. Wywodzi się z pochodnej imienia Gawrzyjał, ludowej formy Gabriela.

## Osoby noszące nazwisko
- Andrzej Gawryś (ur. 1954) – polski funkcjonariusz służb mundurowych;
- Cezary Gawryś (ur. 1947) – polski dziennikarz i publicysta;
- Mariusz Gawryś (ur. 1957) – polski reżyser i scenarzysta filmowy;
- Mateusz Gawryś (1926–2003) (1926–2003) – artysta grafik, malarz i autor książek;
- Piotr Gawryś (ur. 1955) – polski brydżysta.